# Kossalka János
Kossalka János (Vajdahunyad, 1872. március 19. – Hatvan, 1944. szeptember 20.) hídépítő mérnök, egyetemi tanár, számos nagy folyami híd tervezője.

## Élete, munkássága
Tanulmányait 1893-ban végezte el a budapesti József Nádor Műszaki egyetemen, majd Kherndl Antal mellett tanársegédként dolgozott. Miniszteri megbízásból, állami ösztöndíjjal 1896-ban kétéves külföldi tanulmányútra indult.
1898-tól a Magyar Királyi Államvasutak szolgálatába állt, később a Kereskedelmi Minisztérium főmérnöke lett, ilyen beosztásában Németországban, Franciaországban és Angliában tett újabb tanulmányutakat.
Kossalka 1903-ban a szegedi vasúti Tisza-hídon végzett részletes statikai vizsgálatából írt tudományos értekezésével kapta meg, Zielinski Szilárd után Magyarországon a második műszaki doktori címet. 1906-tól a műegyetem magántanára és mint meghívott előadó, a hídépítéstan előadója, illetve gyakorlati oktatója lett.
A Kereskedelmi Minisztérium segítségével 1909-ben újabb, hídépítéssel kapcsolatos szakmai tanulmányútra kelt, ezúttal Kanadába és az Amerikai Egyesült Államokba, ahol először mint üzemi mérnök, később mint tervező dolgozott. 1911-től a minisztérium főtanácsosává nevezték ki.
Negyed századon át, 1916-tól 1941-ig volt a budapesti műegyetem I. számú hídépítéstan tanszék professzora. Az 1920-as évek végétől a Budapesti Mérnöki Kamara elnöke, aki elsőként szorgalmazta az elhelyezkedni nem tudó diplomások érdekeinek képviseletét. A Keresztény Gazdasági Párt tagjaként 1926–1934 között országgyűlési képviselő volt. 1937-től a Magyar Mérnök- és Építész Egylet tiszteletbeli tagjává választották.
A hídelmélet és statika, valamint a hídépítés terén egyaránt kimagasló és úttörő munkát végzett Kossalka családjával együtt bombatámadás áldozata lett.

## Mérnöki munkái
Kossalka tervei szerint épült át a fél évszázadon át faszerkezetű hídként üzemelő makói vasúti Maros-híd, a karbonacélból készült rácsos, Gerber-csuklós hidat 1925. június 6-án adták át a forgalomnak.
A világháború után Budapesttől délre az első közúti átkelést biztosító dunaföldvári Duna-híd (ma Beszédes József híd) tervezését tervpályázaton nyerte el. Az 1930. november 23-án felavatott négynyílású híd, folytatólagos többtámaszú, alsópályás, rácsos szegecselt, másodrendű rácsozással ellátott gerendahíd volt.
A Boráros térnél létesítendő Duna-híd (ma Petőfi híd) pályázatán első díjat nyert 1930-ban, azonban a feltételek módosítása miatt a híd kivitelezése mégsem az ő tervei alapján készült el.
Kossalka Wälder Gyula építésszel közösen nyerte el az óbudai Árpád híd tervezésére kiírt pályázatot. A 928,0 m hosszú felsőpályás, tömör gerinclemezes, többtámaszú gerendatartós híd építését 1939-ben kezdték meg, azonban a második világháború megakasztotta az építkezést. Az acélanyagokkal való takarékosság jegyében, csak a két középső főtartóhoz kapcsolódó szerkezetek megépítésével a hidat 1950. november 7-én adták át a forgalomnak.

## Szakmai művei
- A többtámaszú oszlopostartó elmélete, Magyar Mérnök- és Építész Egylet Közlönye, 1905
- A többtámaszú tartók belső erőinek analitikus úton való meghatározása, Magyar Mérnök- és Építész Egylet Közlönye, 1915
- Tartók statikája, Budapest, 1920 (a Mérnök Egylet 1921-ben aranyéremmel tüntette ki)
- Tartók statikája és kinematikája, Budapest, 1941